# Schismatrice +
Schismatrice + (titre original : Schismatrix Plus) est un recueil de science-fiction de Bruce Sterling publié en 1996 aux États-Unis. Ce recueil réunit le roman La Schismatrice (Schismatrix) paru en 1985 ainsi que cinq nouvelles parues entre 1982 et 1984 et se situant dans son univers. L'édition française du recueil est parue en 2002.
Le roman La Schismatrice, bien que situé dans un univers évoquant la conquête spatiale, voire le space opera, est considéré comme un des romans fondateurs du mouvement cyberpunk.

## Contenu
- La Schismatrice, 1986 ((en) Schismatrix, 1985)
- L'Essaim, 1983 ((en) Swarm, 1982)
- Rose l'Aragne, 1984 ((en) Spider Rose, 1982)
- La Reine des Cigales, 1991 ((en) Cicada Queen, 1983)
- Jardins engloutis, 1987 ((en) Sunken Gardens, 1984)
- Vingt évocations, 1991 ((en) Twenty Evocations/Life in the Mechanist/Shaper Era: 20 Evocations, 1984)

## Résumés

### La Schismatrice
Abélard Lindsay est né dans la colonie spatiale de la République Corporatiste Circumsolaire de Mare Serenitatis, un habitat spatial, au sein d'une famille d’aristocrates Mécanistes. Condamné à l'exil à la suite d'une tentative de coup d'état, il tente de survivre dans un système solaire déchiré par le conflit qui oppose les cartels Mécanistes, adeptes du transhumanisme et des augmentations cybernétiques, aux morphos, adeptes des modifications génétiques et de l'eugénisme.
Bientôt, des extraterrestres cyniques débarquent dans le système solaire ; les Investisseurs.

## Éditions
- Schismatrix Plus, Ace Books, 31 décembre 1996, 319 p.  (ISBN 0-441-00370-2)
- Schismatrice +, Gallimard, coll. « Folio SF » no 101, 13 juin 2002, trad. Jean Bonnefoy et William Olivier Desmond, 713 p.  (ISBN 2-07-042331-X)